# Ernesto Nicolini
Ernesto Nicolini (Saint Malo, 23 de febrero de 1834 - Pau, 19 de enero de 1898) fue un tenor francés, particularmente asociado con el repertorio operístico francés e italiano.
Nacido Ernest Nicolas, estudió en el conservatorio de París y debutó en 1857 en la Opéra-Comique en Les mousquetaires de la reine de Halevy. Después viajó a Italia, donde, bajo el nombre de Ernesto Nicolini debutó en Florencia, en 1859, con el Alfredo de La traviata. Apareció en otros teatros italianos, incluyendo la Scala de Milan con diversos papeles, entre los que destacan el Rodrigo de Otello y Elvino de L'elisir d'amore. De vuelta a Francia, cantó en el Théâtre-Italien de 1862 a 1869, apareciendo también en esos años en el Covent Garden, de Londres y el Teatro Real de Madrid. En 1869 participó en la primera audición de la versión orquestal de la Petite Messe Solennelle, de Rossini, tres meses después de la muerte del autor. En 1871 volvió a Londres con Faust y Robert le diable. Desde 1872 hasta 1884 se presentó todas las temporadas en Londres. Sus papeles más aclamados en esa ciudad incluyeron el Peri de Il Guarany, Radamés en Aida y el papel titular de Lohengrin.
En la temporada 1874-75 realizó una gira por Moscú y San Petersburgo acompañando a Adelina Patti, de la que se convirtió en pareja artística habitual, apareciendo después en diversas capitales europeas (Viena, Bruselas, Berlín, Milán y Venecia). Con el tiempo, terminaron también convirtiéndose en amantes. En 1886, Patti consiguió el divorcio de su marido, el Marqués de Caux, y se casó con Nicolini, en su castillo de Swansea (Gales). Poco después, coincidiendo con unas representaciones de Fausto en París, ambos provocaron un sonado escándalo, al representar en escena de forma muy realista el amor entre Fausto y Margarita.
En 1897 cantó por última vez el Almaviva de El barbero de Sevilla en el Teatro Drury Lane de Londres. Falleció en Francia al año siguiente.
Su voz tenía un amplio vibrato, pero su buena presencia escénica, y su intensidad como actor fueron muy apreciadas en papeles dramáticos.